# Frank Geyer
Frank Geyer (* 1. Juli 1953) ist ein ehemaliger deutscher Fußballspieler. In der höchsten Spielklasse des DDR-Fußballs, der Oberliga, spielte er für den FC Vorwärts Frankfurt/Oder.

## Sportliche Laufbahn
Im Frühjahr 1973 gewann Frank Geyer mit der BSG Motor Eisenach den in der drittklassigen Bezirksliga den Erfurter Bezirksmeistertitel. Ab dem Spieljahr 1973/74 lief er nach dem somit errungenen Aufstieg in der zweitklassigen Liga auf.
Bereits ab Herbst 1973 gehörte Geyer bei der ASG Vorwärts Meiningen, die in dieser Saison ebenfalls in der Ligastaffel E antrat, einer Vertretung der Armeesportvereinigung Vorwärts an. 1974 wurde er innerhalb dieser Organisation zum Fußballclub Vorwärts Frankfurt/Oder delegiert und spielte dort zunächst im ostdeutschen Unterhaus in der FCV-Reserve.
Gegen Ende der Spielzeit 1975/76 wurde der Abwehrspieler erstmals im Oberligakollektiv aufgeboten. Am 22. Spieltag debütierte Geyer bei der 1:3-Heimniederlage gegen den 1. FC Magdeburg. Am 17. April 1976 wurde er bei seiner Premiere die vollen 90 Minuten eingesetzt.
Knapp ein Jahrzehnt gehörte die Defensivkraft dann zum erweiterten Stammpersonal der 1. Mannschaft des FC Vorwärts, die mit Ausnahme der Saison 1978/79 und dem davor liegenden Erstligaabstieg zu den profiliertesten Teams in der höchsten Spielklasse in der DDR zählte und den ostdeutschen Fußball auch im Europapokal vertrat. Seine neun Partien im UEFA Cup verteilen sich auf vier Teilnahmen. 1980/81 spielte Geyer mit seinen Vorwärts-Kollegen das FDGB-Pokalfinale, verlor in Ost-Berlin aber gegen den 1. FC Lokomotive Leipzig mit 1:4.
1984/85 absolvierte der vor seinem Abschiedsspieljahr im Rang eines Leutnants geführte Armeefußballer seine letzte Oberligasaison. Am Ende seiner Erstligakarriere standen für den 1,76 Meter großen Geyer 132 Spiele in der ostdeutschen Beletage zu Buche, in der er zwei Treffer erzielt hatte.
Gut viereinhalb Jahre nachdem Frank Geyer das letzte Mal das rot-gelbe Trikot des FCV in der Oberliga getragen hatte, wurde er in der Ligawendesaison für die 1. Mannschaft reaktiviert. Mit neun Einsätzen half er in der Rückrunde 1989/90 beim Aufstieg der Oderstädter für die letzte eigenständige Spielzeit des ostdeutschen Erstligafußballs mit.